# Прапори Південної Америки
Це список міжнародних, національних і субнаціональних прапорів, які використовуються в Південній Америці. До списку входять 8 прапорів міжнародних організацій, 12 прапорів держав та 79 прапорів регіонів, автономних і залежних територій.

## Наднаціональні і міжнародні прапори
| Прапор | Затверджений | Організація                                 | Опис |
| ------ | ------------ | ------------------------------------------- | --- |
|        | –            | Прапор Андського співтовариства             | Прапор являє собою біле полотнище з логотипом організації в центрі. |
|        | –            | Прапор Меркосур                             | Прапор Меркосур являє собою чотири зірки із зеленою лінією і назвою організації під ними. Зірки символізують країн-учасниць організації, а лінія — світове становище на ринку в Південній півкулі.                   |
|        | 1953 –       | Прапор НАТО                                 | Прямокутне полотнище синього кольору, в центрі якого зображена біла зірка з чотирма променями (роза вітрів) та білими лініями, які розбігаються від неї.                                                             |
|        | 1960 –       | Прапор ОПЕК                                 | Прапор складається з білого логотипу ОПЕК на блакитному тлі. |
|        | 2008 —       | Прапор Союзу південноамериканських націй    | Прапор складається з фону світло-блакитного кольору, на якому розташований ряд білих ліній, які формують вихор, що нагадує форму субконтиненту.                                                                      |
|        | 1976 –       | Прапор Співдружності націй                  | Прапор являє собою синє полотнище, в центрі якого розміщений золотистий символ Співдружності — буква «С». |
|        |              | Прапор Співтовариства португаломовних країн | Прапор має синє коло, розділене на вісім рівних променів хвилястої форми (країни-члени СПК), розміщене в центрі прапору на білому полі. В центрі великого кола знаходиться менше коло, яке символізує співдружність. |
|        |              | Прапор Франкофонії                          | Прапор являє собою біле полотнище, в центрі якого розміщене коло, складене з п'яти сегментів червоного, синього, жовтого, зеленого і фіолетового кольорів, які символізують п'ять континентів.                       |

## Прапори держав
| Прапор | Затверджений | Організація      | Опис |
| ------ | ------------ | ---------------- | --- |
|        | 1818 –       | Прапор Аргентини | Прапор складається з трьох рівних за шириною горизонтальних смуг — крайні пофарбовані у світло-блакитний, центральна — в білий колір. В центрі прапора розміщено жовте «травневе сонце» (ісп. Sol de Mayo), що символізує інкського бога сонця і назване так на честь Травневої революції. Пропорції прапора: 9:14. |
|        | 1851 –       | Прапор Болівії   | Прапор являє собою прямокутне полотнище, яке складається з трьох рівнозначних смуг червоного, жовтого та зеленого кольорів. У центрі прапора розміщений герб Болівії. Червоний колір символізує хоробрість, зелений — родючі землі, жовтий — корисні копалини, на які багата країна. Пропорції прапора: 15:22. |
|        | 1992 –       | Прапор Бразилії  | Прапор являє собою зелене полотнище з жовтим (золотим) ромбом посередині. В центрі ромба знаходиться синє коло, всіяне двадцятьма сімома білими зірками і облямоване білою стрічкою з гаслом Ordem e Progresso (укр. Порядок та поступ). Зелений і жовтий — національні кольори Бразилії. Зелений символізує лісові багатства Амазонії, жовтий — запаси золота, завдяки яким країна утримувала світову першість у золотовидобуванні протягом XVI—XIX століть. Зірки п'яти різних розмірів повторюють розташування зірок у небі над Ріо-де-Жанейро під час проголошення Бразильської республіки о 9:22 ранку 15 листопада 1889. Кожній з 27 зірок в дев'яти сузір'ях відповідають 26 штатів і один федеральний округ. Пропорції прапора: 7:10.                                                                            |
|        | 2006 –       | Прапор Венесуели | Прапор являє собою прямокутне полотнище, розділене трьома рівнозначними смугами жовтого, синього і червоного кольорів з 8 зірками по центру. Створення прапора і значення всіх його елементів тісно пов'язані з національно-визвольним рухом народу Венесуели від іспанського панування. Пропорції прапора: 2:3. |
|        | 1966 –       | Прапор Гаяни     | На зеленому полі (символізує природу та сільське господарство Гаяни) трикутник червоного кольору (завзятість та динамічний характер народу у будівництві незалежної держави) з чорною окантовкою (стійкість народу країни перед труднощами) вписаний у трикутник жовтого кольору (багатство мінеральних ресурсів) з білою окантовкою (річки та водні ресурси країни). Пропорції прапора: 3:5. |
|        | 1860 –       | Прапор Еквадору  | Прапор являє собою триколор, жовтого, синього та червоного кольорів. Жовта смуга займає половину верхньої частини прапора, синя і червона займають по чверті прапора знизу. У центрі прапора розміщений герб Еквадору, який був доданий у 1900 році. Пропорції прапора: 1:2. |
|        | 1861 –       | Прапор Колумбії  | Прапор являє собою триколор, жовтого, синього та червоного кольорів. Жовта смуга займає половину верхньої частини прапора, синя і червона займають по чверті прапора знизу. Пропорції прапора: 2:3. |
|        | 1842 –       | Прапор Парагваю  | Прапор складається з трьох горизонтальних смуг червоного, білого і синього кольорів. Червоний колір символізує патріотизм, сміливість, доблесть, рівність і справедливість; білий — чистоту ідей, стійкість, мир і єдність; синій — спокій, любов, знання, почуття реальності і свободу.Парагвай — єдина країна світу, прапор якої має різні емблеми на лицьовій і зворотний стороні (і одна з двох, поруч з Саудівською Аравією, у яких взагалі розрізняється малюнок двох сторін). З 1990 року на лицьовій стороні зображений національний герб — жовта п'ятипроменева зірка на синьому диску, облямована вінком і словами «Republica del Paraguay». На зворотному боці зображено друк казначейства Парагваю — символ захисту свободи — зображення лева, який охороняє червоний вінок свободи. Пропорції прапора: 3:5. |
|        | 1820 –       | Прапор Перу      | Прапор являє собою вертикальний триколор зі смугами червоного, білого та червоного кольорів. Пропорції прапора: 3:2. |
|        | 1975 –       | Прапор Суринаму  | Зелений колір — символ родючості суринамської землі, білий — справедливості та свободи, червоний — прогресу. Золота зірка — символ щасливого майбутнього, якого можна досягти через єдність. Пропорції прапора: 2:3. |
|        | 1830 –       | Прапор Уругваю   | Прапор багато в чому схожий на прапор Аргентини, оскільки Уругвай входив до складу Аргентини до набуття незалежності у 1828 коли була створена Східна Республіка Уругвай. Дев'ять смуг символізують дев'ять перших регіонів (департаментів) Уругваю. 1826 року у крижі було розміщено жовте «травневе сонце» (ісп. Sol de Mayo), яке символізуює інкського бога сонця та назване так на честь Травневої революції 1810 року у Буенос-Айресі. Пропорції прапора: 2:3. |
|        | 1817 –       | Прапор Чилі      | Прапор складається з двох рівних горизонтальних смуг: білої (зверху) і червоної. У верхньому лівому кутку знаходиться синій квадрат, який має таку ж висоту, як у біла смуга. У центрі квадрата розташована біла п'ятпроменева зірка, яка символізує провідника до успіхів і слави. Синій колір символізує небо, білий — Анди, покриті снігом, а червоний — кров, пролиту в боротьбі за незалежність. Пропорції прапора: 2:3. |

## Прапори регіонів, автономних і залежних територій
До списку входять прапори автономних, напівавтономних і залежних територій, а також регіонів держав з федеративною та конфедеративною формами правління.

## Провінції Аргентини
| Прапор | Затверджений | Використання                                             | Опис |
| ------ | ------------ | -------------------------------------------------------- | --- |
|        | 1997 –       | Прапор провінції Буенос-Айрес                            | Зелений колір символізує поля провінції, синій — річки та морське узбережжя, а також небо над провінцією. Червона півкуля символізує федералізм. Жовтий колір означає родючість місцевих земель. Лавровий вінець — символ славного минулого провінції. Зубчасте колесо символізує промислове виробництво, а половина соняшника — сільськогосподарське виробництво. Пропорції прапора: 2:3.                                             |
|        | 1999 –       | Вогняна Земля, Антарктида та острови Південної Атлантики | Прапор являє собою помаранчево-синій діагональний біколор. В центрі пропора розміщено стилізоване зображення альбатроса, а на синій частині прапора розташоване сузір'я Південний Хрест. Пропорції прапора: 2:3. |
|        | 1987 –       | Ентре-Ріос                                               | Прапор являє собою блакитно-біло-блакитний горизонтальний триколор з діагональною смугою червоного кольору. Пропорції прапора: 1:2. |
|        | 1960 –       | Жужуй                                                    | Прапор являє собою біле полотнище з гербом провінції в центрі. Пропорції прапора: 3:2. |
|        | 2011 –       | Катамарка                                                | Прапор розділений на дві частини: нижня частина червона і займає половину прапору, верхня складається з двох вертикальних смуг білого та блакитного кольорів. Прапор обрамлений золотою смугою. В центрі полотнища розміщено жовте «травневе сонце» та дві оливкові гілки. Пропорції прапора: 1:2. |
|        | 2010 –       | Кордова                                                  | Прапор являє собою червоно-біло-блакитний вертикальний триколор, в центрі якого розміщено жовте «травневе сонце». Пропорції прапора: 2:3. |
|        | 1986 –       | Коррієнтес                                               | Прапор являє собою блакитно-біло-блакитний горизонтальний триколор, в центрі якого розміщено герб провінції та девіз «Батьківщина, воля, конституція». Пропорції прапора: 2:3. |
|        | 1993 –       | Ла-Пампа                                                 | Прапор являє собою блакитно-біло-блакитний горизонтальний триколор з гербом провінції в центрі. Пропорції прапора: 9:14. |
|        | 1986 –       | Ла-Ріоха                                                 | Прапор складається з двох горизонтальних рівнозначних смуг білого та блакитного кольорів та діагональної смуги червоного кольору. У центрі прапору розміщено дві лаврові гілки. Пропорції прапора: 2:3. |
|        | 1992 –       | Мендоса                                                  | Прапор складається з двох горизонтальних рівнозначних смуг білого та блакитного кольорів з гербом провінції в центрі. Пропорції прапора: 11:9. |
|        | 1992 –       | Місьйонес                                                | Прапор являє собою червоно-синьо-білий горизонтальний триколор. Пропорції прапора: 2:3. |
|        | 1989 –       | Неукен                                                   | Прапор являє собою блакитно-біло-блакитний вертикальний триколор з гербом провінції в центрі. Пропорції прапора: 4:5. |
|        | 2009 –       | Ріо-Неґро                                                | Прапор являє собою синьо-біло-зелений горизонтальний триколор з чорним кантом у верхньому лівому куті. В канті розміщено коло з 13 зірок, які символізують департаменти провінції. Пропорції прапора: 2:3. |
|        | 1997 –       | Сальта                                                   | Прапор поєднує в собі елементи, що символізують Сальту: герб провінції (в центріпрапора), пончо (червоне полотнище з чорною смугою) і 23 департаменти (23 золоті зірки). Пропорції прапора: 25:34. |
|        | 1988 –       | Сан-Луїс                                                 | Прапор являє собою біле полотнище з гербом провінції в центрі. Пропорції прапора: 2:3. |
|        | 1997 –       | Сан-Хуан                                                 | Прапор являє собою блакитно-біло-блакитний горизонтальний триколор з гербом провінції та девізом «в союзі та свободі» в центрі. Пропорції прапора: 9:14. |
|        | 2000 –       | Санта-Крус                                               | На блакитному тлі сонце, що сходить, в середині якого розміщене півколо з горою Фіцрой та Південним Хрестом. У нижній частині прапора символічно показані хвилі Атлантики. Пропорції прапора: 2:3. |
|        | 1986 –       | Санта-Фе                                                 | Прапор являє собою червоно-біло-блакитний вертикальний триколор з гербом провінції в центрі. Пропорції прапора: 1:2. |
|        | 1986 –       | Сантьяго-дель-Естеро                                     | Прапор являє собою блакитно-біло-блакитний вертикальний триколор. На білій смузі розміщено вужчу червону смугу. В центрі прапору розміщено хрест святого Джеймса на фоні сонця. Пропорції прапора: 2:5. |
|        | 2010 –       | Тукуман                                                  | Прапор являє собою біло-блакитно-білий горизонтальний триколор. Пропорції прапора: 2:3. |
|        | 1995 –       | Федеральний округ                                        | На білому полотнищі зображено орла, який був символом гербу династії Габсбургів, до якої належав імператор Карл V. Це пояснюється тим, що Буенос-Айрес вперше було засновано за часів правління останнього в Іспанії (1536), а також засновано повторно вже за правління сина імператора Філіпа II (1580). Пропорції прапора: 9:14. |
|        | 1991 –       | Формоса                                                  | Лаврове листя символізує тропік Козерога, білий трикутник — форму Південної Америки, дев'ять зірок — дев'ять департаментів провінції. Кольори блакитний та білий взяті з національного прапора. Пропорції прапора: 6:11. |
|        | 2007 –       | Чако                                                     | Прапор являє собою зелено-біло-блакитний горизонтальний триколор, в центрі якого розміщено жовте «травневе сонце» з плугом, оточеним колом з 25 зірок (які символізують департаменти провінції). Пропорції прапора: 2:3. |
|        | 2004 –       | Чубут                                                    | У середині прапора показаний механізм, який символізує промислове виробництво. За механізмом і вище його є сонце, що сходить, чиї 15 променів представляють 15 департаментів провінції. Гребля Флорентіно Амегино і стебло пшениці взяті з провінційного герба. Центральна жовта лінія символізує річки провінції, верхній білий зигзаг символізує гірські хребти Анд, нижня хвиляста лінія — хвилі Атлантики. Пропорції прапора: 1:2. |

## Штати Бразилії
| Прапор | Затверджений | Використання               | Опис |
| ------ | ------------ | -------------------------- | --- |
|        | 1963 –       | Прапор Акрі                | Прапор розділений по діагоналі на дві рівні частини жовтого та зеленого кольорів. У лівому верхньому куті прапору розміщено червону п'ятипроменеву зірку. Жовтий колір символізує мир, зелений — надію. Пропорції прапора: 5:7. |
|        | 1963 –       | Алагоас                    | Прапор являє собою червоно-біло-синій вертикальний триколор, в центрі якого розміщено герб штату. Пропорції прапора: 3:2. |
|        | 1982 –       | Амазонас                   | Прапор являє собою біло-червоно-білий горизонтальний триколор з синім кантоном у лівому верхньому куті. В кантоні розміщено одну велику білу п'ятипроменеву зірку та 24 зірки меншого розміру. Найбільша зірка символізує місто Манаус, столицю штату. Решта — муніципалітети штату. Дві білі смуги символізують надію, а також річки Амазонку і Ріу-Неґру, які протікають по території штату. Червона смуга уособлює сам штат. Пропорції прапора: 5:7.                                                                                        |
|        | 1984 –       | Амапа                      | Кольори прапору символізують небо і закон (блакитний), землю, віру в майбутнє, свободу і любов (найважливіший колір на прапорі — зелений), природні багатства (жовтий), спокій безпеку громадян (білий), пам'ять подій минулого, пам'ять про тих хто поліг в бою або віддавав всі свої сили на благо штату (чорний). Емблема зліва символізує форт Сан-Хосе де Макапа (побудована португальцями в XVII столітті для відбиття французьких атак). Пропорції прапора: 7:10.                                                                       |
|        | 1960 –       | Баїя                       | Прапор складається з чотирьох рівнозначних смуг червоного та білого кольорів, які чергуються, та синього кантону в лівому верхньому куті. В кантоні розміщений білий трикутник — масонський символ повстання шахтарів в 1789 році. Синій, білий і червоний — кольори Баїйської революції 1798 року. Пропорції прапора: 5:7. |
|        | 1919 –       | Гояс                       | Прапор складається з восьми рівнозначних смуг зеленого та жовтого кольорів, які чергуються, та синього кантону в лівому верхньому куті. В кантоні розміщено символічне зображення сузір'я Південний Хрест. Жовтий і зелений кольори є національними кольорами Бразилії. На прапорі штату жовтий колір символізує весну і золото, а зелений колір — ліси. Пропорції прапора: 5:7. |
|        | 1947 –       | Еспіриту-Санту             | Прапор являє собою блакитно-біло-червоний горизонтальний триколор з написом португальською «Праця і віра» в центрі. Пропорції прапора: 2:3. |
|        | 1989 –       | Мараньян                   | Біла зірка уособлює штат в «небі Бразилії» і зірку Бета Скорпіона, яка є на прапорі Бразилії. Кольори смуг представляють три раси населення: нащадків португальців (білі смуги), місцевих жителів (червоні) і нащадків африканських рабів (чорні). Показово, що чорних смуг на прапорі найменше. Пропорції прапора: 2:3. |
|        | 1890 –       | Мату-Гросу                 | Прапор являє собою синє полотнище з білим ромбом посередині. В центрі прапора розміщено зелене коло з жовтою п'ятипроменевою зіркою. Блакитний колір символізує небо, білий — мир, зелений — природу штату. Зірка (Сіріус) символізує сам штат, а жовтий колір — мінеральні ресурси. Пропорції прапора: 7:10. |
|        | 1973 –       | Мату-Гросу-ду-Сул          | Прапор являє собою прямокутне полотнище, розділене білою смугою на ліву зелену і праву синю частини, в нижньому куті синьої частини розташована п'ятипроменева зірка золотого кольору. Білий колір символізує надію, зелений — багату рослинність штату, синій — небо; жовта зірка додає баланс, силу і спокій. Пропорції прапора: 7:10. |
|        | 1963 –       | Мінас-Жерайс               | Прапор являє собою прямокутне полотнище білого кольору, в центрі якого розташований червоний рівносторонній трикутник, на сторонах якого написана фраза «Libertas quæ sera tamen», що в перекладі означає: «Свобода, нехай навіть і не відразу». Трикутник символізує Святу Трійцю, а також три ідеали Французької революції: Свободу, рівність, братерство. Білий колір прапора символізує бажання сформувати нову мирну націю, червоний символізує полум'я свободи. Пропорції прапора: 7:10.                                                 |
|        | 1890 –       | Пара                       | Прапор являє собою прямокутне полотнище червоного кольору, по діагоналі якого проходить біла смуга, в центрі цієї смуги розташована синя п'ятипроменева зірка. Пропорції прапора: 2:3. |
|        | 1930 –       | Параїба                    | Прапор являє собою прямокутне полотнище, розділене по вертикалі на чорну і червону частини в пропорції 1:2. У центрі червоної частини написано слово NEGO, що в перекладі з португальської означає «заперечую». Пропорції прапора: 7:10. |
|        | 2002 –       | Парана                     | Прапор являє собою прямокутне полотнище зеленого кольору з широкою білою смугою по діагоналі. У центрі розташоване темно-синє коло, прикрашене двома гілками Араукарії та Мате, в якому знаходяться п'ять зірок і напис з назвою штату. Пропорції прапора: 7:10. |
|        | 1917 –       | Пернамбуку                 | Зірка представляє сам штат, три арки веселки символізують мир і союз, а світило означає, що жителі Пернамбуку — діти Сонця. Хрест стосується назви Санта-Круз (Святий хрест), яке було дано Бразилії європейськими першовідкривачами. Пропорції прапора: 13:20. |
|        | 2005 –       | Піауї                      | Прапор складається з тринадцяти рівновеликих горизонтальних смуг, які чергуються; семи зеленого і шести жовтого кольорів. У кантоні розташоване синє прямокутне поле з білою п'ятипроменевою зіркою. Зірка знаходиться вище центру, оскільки під зіркою поміщений напис білими літерами порт. 13 DE MARÇO DE 1823. Дата 13 березня 1823 року — данина пам'яті Битві при річці Женіпапу (pt: Batalha do Jenipapo), що відбулася того дня між військами Бразилії та Португалії в рамках війни за незалежність Бразилії. Пропорції прапора: 7:10. |
|        | 1965 –       | Ріо-де-Жанейро             | Прапор являє собою прямокутне полотнище, розділене на зелену і білу частини. У центрі розташований щит, на якому зображений герб штату. Пропорції прапора: 2:3. |
|        | 1957 –       | Ріу-Гранді-ду-Норті        | На блакитному тлі сонце, що сходить, в середині якого розміщене півколо з горою Фіцрой та Південним Хрестом. У нижній частині прапора символічно показані хвилі Атлантики. Пропорції прапора: 2:3. |
|        | 1966 –       | Ріу-Гранді-ду-Сул          | Прапор являє собою прямокутне полотнище, розділене двома діагональними лініями на зелену, червону і жовту частини. У центрі в білому овалі розташований герб штату. Пропорції прапора: 7:10. |
|        | 1981 –       | Рондонія                   | Прапор являє собою прямокутне полотнище, верхня частина якого синього кольору. Нижня частина двох кольорів: площина, окреслена лініями, що йдуть з нижніх кутів прапора до його центру — зелена, інша частина — жовта. У центрі прапора розташована біла п'ятипроменева зірка. Пропорції прапора: 7:10. |
|        | 1981 –       | Рорайма                    | Прапор складається з трьох діагональних смуг в напрямку зліва направо і знизу вгору. Кольори смуг: синій, білий і зелений. У нижній частині прапора знаходиться вузька червона смуга. У центрі прапора є золота зірка яка виходить за межі центральної смуги. Пропорції прапора: 2:3. |
|        | 1932 –       | Сан-Паулу                  | На прапорі зображені 7 чорних і 6 білих горизонтальних смуг, у крижі знаходиться емблема з силуетом Бразилії і чотирма зірками. Пропорції прапора: 19:31. |
|        | 1953 –       | Санта-Катаріна             | Прапор являє собою прямокутне полотнище, розділене на три рівновеликі горизонтальні смуги: верхня і нижня червоного кольору, середня — білого. У центрі прапора в зеленому ромбі розташований герб штату. Пропорції прапора: 2:3. |
|        | 1967 –       | Сеара                      | Прапор являє собою прямокутне полотнище зеленого кольору, в центрі розташований золотий ромб, всередині якого в білому колі зображено герб штату. Пропорції прапора: 7:10. |
|        | 1952 –       | Сержипі                    | Прапор являє собою прямокутне полотнище, яке складається з чотирьох горизонтальних смуг зеленого і жовтого кольорів, які чергуються. У лівому верхньому куті розташований темно-синій квадрат, в якому зображені п'ять білих п'ятипроменевих зірок. Зірки символізують п'ять головних річок штату. Пропорції прапора: 7:10. |
|        | 1989 –       | Токантінс                  | Прапор являє собою прямокутне полотнище, яке складається з трьох рівновеликих діагональних смуг синього, білого і золотого кольорів. У центрі білої смуги зображено сонце. Пропорції прапора: 7:10. |
|        | 1969 –       | Федеральний округ Бразиліа | Прапор являє собою прямокутне полотнище білого кольору, в центрі якого зображений зелений квадрат, з хрестом жовтого кольору всередині. Білий колір уособлює мир, зелений — ліси регіону. Хрест символізує індіанську спадщину і силу, що виходить з центру у всіх напрямках. Пропорції прапора: 2:3. |

## Заморські території Великої Британії
| Прапор | Затверджений | Використання                                                | Опис |
| ------ | ------------ | ----------------------------------------------------------- | --- |
|        | 1992 –       | Прапор Південної Джорджії та Південних Сандвічевих островів | Прапор являє собою синє полотнище, в лівому верхньому кутку якого зображений прапор Великої Британії. В правій половині прапору розміщений Герб Південної Джорджії та Південних Сандвічевих островів. Пропорції прапора: 1:2. |
|        | 1999 –       | Прапор Фолклендських островів                               | Прапор являє собою синє полотнище, в лівому верхньому кутку якого зображений прапор Великої Британії. В правій половині прапору розміщений герб Фолклендських островів. Пропорції прапора: 1:2.                               |

## Венесуела

### Території зі спеціальним статусом
| Прапор | Затверджений | Використання                   | Опис |
| ------ | ------------ | ------------------------------ | --- |
|        | 1989 –       | Федеральний (столичний) округ  | Прапор являє собою полотнище червоного кольору з гербом міста посередині. Пропорції прапора: 2:3.                                                            |
|        | 1999 –       | Федеральні володіння Венесуели | Прапор являє собою зелено-біло-синій горизонтальний триколор, в центрі якого розміщено символічне зображення риби червоного кольору. Пропорції прапора: 2:3. |

### Штати Венесуели
| Прапор | Затверджений | Використання   | Опис |
| ------ | ------------ | -------------- | --- |
|        | 2002 –       | Амасонас       | Прапор являє собою синьо-зелено-червоний горизонтальний триколор, в центрі якого розміщено профіль штату коричневого кольору. На профілі розташовані сім зірок, гора та обличчя. Пропорції прапора: 2:3. |
|        | 1999 –       | Ансоатегі      | Прапор являє собою синьо-жовто-зелений горизонтальний триколор, в центрі якого чорною лінією нанесено профіль штату. У лівому верхньому куті прапору розміщено герб штату. Пропорції прапора: 2:3. |
|        | 1864 –       | Апуре          | Прапор являє собою жовто-синьо-зелений горизонтальний триколор з білим рівнобедреним трикутником біля держака. В трикутнику розміщено герб штату, а на синій смузі — сім п'ятипроменевих білих зірок, які символізують муніципалітети штату. |
|        | 1992 –       | Арагуа         | Прапор розділкний по діагоналі на чотири рівнобедрені трикутники жовтого (золотого) та червоного кольорів. В центрі прапору розміщено герб штату. Пропорції прапора: 2:3. |
|        | 1997 –       | Барінас        | Прапор являє собою синьо-біло-зелений горизонтальний триколор, в центрі якого розміщено червоний прямокутник. В прямокутнику розміщено зелену пальму на фоні семипроменевого сонця, що сходить. |
|        | 2000 –       | Болівар        | Прапор складається з жовтого прямокутника з зеленим колом в центрі, який перетинають три вузькі сині смуги. На центральній смузі розміщено вісім п'ятипроменевих білих зірок, а в лівому верхньому куті — герб штату. Пропорції прапора: 2:3. |
|        | 1997 –       | Варгас         | Прапор являє собою біле полотнище з сонцем посередині. Низ прапора перетинає синя смуга з чотирма п'ятипроменевими зірками. Правий бік прапору перетинають чотири рівнозначні вертикальні смуги червоного, жовтого, білого та синього кольорів, які разом займають 1/3 від ширини стяга. Пропорції прапора: 2:3. |
|        | 1995 –       | Гуаріко        | Прапор складається з чотирьох горизонтальних рівнозначних смуг синього, білого, жовтого та зеленого кольорів, в центрі якого розміщено контур штату. Контур поділяється на дві частини — синю та зелену. На синій частині розміщено зображення гори, а на зеленій — зображення коров'ячої голови та двох гілок. По сторонах контуру штату розташовано по сім золотих п'ятипроменевих зірок. У лівому верхньому куті прапору розміщено герб штату. Пропорції прапора: 2:3. |
|        | 1963 –       | Дельта-Амакуро | Прапор складається з трьох нерівнозначних смуг блакитного, зеленого і синього кольорів. Біля держака розташований синій рівносторонній трикутник, обрамлений чотирма рівнозначними смугами білого, жовтого, коричневого та чорного кольорів. В трикутнику розміщено контур штату зеленого кольору. На блакитній смузі розміщено чотири білі п'ятипроменеві зірки. Пропорції прапора: 2:3.                                                                                 |
|        | 1995 –       | Карабобо       | Прапор являє собою червоний прямокутник, який перетинають дві смуги: синя (широка) і зелена (вузька). На відстані 2/3 від держака прапору розміщено тріумфальну арку на фоні сонця, що сходить. Пропорції прапора: 2:3. |
|        | 1997 –       | Кохедес        | Прапор являє собою помаранчевий прямокутник, який знизу перетинають дві рівнозначні смуги чорного і синього кольорів. У лівому верхньому куті розміщено синє коло з шістнадцятипроменевим сонцем. Пропорції прапора: 2:3. |
|        | 2000 –       | Лара           | Прапор являє собою прямокутне полотнище, розділене по горизонталі на червону та зелену частини в пропорції 2:1. У центрі прапору розміщено біле з золотим обрамленням сонце, що сходить. Пропорції прапора: 2:3. |
|        | 1996 –       | Мерида         | Прапор складається з двох прямокутних трикутників зеленого та блакитного кольорів, і одного рівнобедреного трикутника білого кольору. В центрі прапору розміщено червону п'ятипроменеву зірку. Пропорції прапора: 2:3. |
|        | 2006 –       | Міранда        | Прапор являє собою чорно-червоно-жовтий горизонтальний триколор. В центрі чорної смуги розміщено шість п'ятипроменевих білих зірок, а в лівому верхньому куті — жовте сонце. На сонці розміщено дві гілки какао та напис іспанською «Свобода або смерть». Пропорції прапора: 2:3. |
|        | 2002 –       | Монагас        | Прапор являє собою блакитний прямокутник, який нижче центру перетинають три рівнозначні смуги синього, зеленого та чорного кольорів. На зеленій смузі зображено сонце, що сходить. Над смугами розміщено силует пам'ятника Хуани Рамірес — героїні війни за незалежність Венесуели. Пам'ятник оточують 13 білих п'ятипроменевих зірок. Пропорції прапора: 2:3. |
|        | 1998 –       | Нуева-Еспарта  | Прапор являє собою жовтий прямокутник, який знизу перетинають дві рівнозначні смуги зеленого і синього кольорів. На відстані 2/3 від держака прапору зображено біле сонце, що сходить. В центрі зеленої смуги розміщено три п'ятипроменеві білі зірки, які символізують три острови штату: Маргариту, Коче та Кубагуа. Пропорції прапора: 2:3. |
|        | 1981 –       | Португеса      | Прапор являє собою синій прямокутник, який знизу перетинають дві нерівнозначні смуги білого і зеленого кольорів. У лівому верхньому куті зображено жовте сонце з білими променями. Пропорції прапора: 2:3. |
|        | 1989 –       | Сукре          | Прапор розділений по діагоналі на білу та блакитну частини. В білій частині розміщено герб штату, а в правій — 15 білих п'ятипроменевих зірок. Пропорції прапора: 2:3. |
|        | 1991 –       | Сулія          | Прапор являє собою синьо-чорний горизонтальний біколор, в центрі якого зображено білу блискавку на фоні жовтого сонця. Пропорції прапора: 2:3. |
|        | 1997 –       | Тачира         | Прапор являє собою жовто-чорно-червоний горизонтальний триколор, в центрі якого зображено чотири білі п'ятипроменеві зірки та дві гілки какао під ними. Пропорції прапора: 2:3. |
|        | 1994 –       | Трухільйо      | Прапор являє собою червоно-білий горизонтальний біколор з зеленим рівнобедреним трикутником біля держака. В трикутнику розміщено білу п'ятипроменеву зірку з голубом миру. Пропорції прапора: 2:3. |
|        | 2006 –       | Фалькон        | Прапор являє собою синій прямокутник, який у верхній частині перетинає червона смуга з написом іспанською «Смерть тиранії, життя свободі». Також на прапорі символічно зображені місяць та сонце, що сходить. Пропорції прапора: 19:31. |
|        | 1855 –       | Яракуй         | Прапор являє собою червоно-біло-синій діагональний триколор, в центрі якого розміщено сонце. Всередині сонця зображено зелене поле на фоні коричневих гір та блакитного неба. Пропорції прапора: 2:3. |

## Заморський департамент Франції
| Прапор | Затверджений | Використання              | Опис |
| ------ | ------------ | ------------------------- | --- |
|        | 1999 –       | Прапор Французької Гвіани | Офіційним прапором Французької Гвіани є прапор Франції. Проте вживаний також прапор департаменту. Прапор діагонально розділений: верхня частина — зелена, нижня — жовтого кольору, у центрі — червона п'ятипроменева зірка. Зелений колір символізує ліси, жовтий — багаті ресурси ґрунту, червона зірка — «кров у серці країни». Пропорції прапора: 2:3. |

## Див.також
- Прапори незалежних держав
- Прапори Азії
- Прапори Африки
- Прапори Європи
- Прапори Північної Америки
- Прапори Океанії